# كليو غولدسميث
كليو غولدسميث (بالفرنسية: Clio Goldsmith)‏ (من مواليد 16 يونيو 1957) ممثلة فرنسية سابقة، تظهر في الغالب كفتاة فيم في بعض أفلام أوائل الثمانينات. هي عضو في عائلة جولدسميث البارزة من خلال والدها عالم البيئة إدوارد غولدسميث.

## روابط خارجية
- كليو غولدسميث على موقع IMDb (الإنجليزية)
- كليو غولدسميث على موقع ألو سيني (الفرنسية)
- كليو غولدسميث على موقع أول موفي (الإنجليزية)
- كليو غولدسميث على موقع قاعدة بيانات الأفلام السويدية (السويدية)
- كليو غولدسميث على موقع ديسكوغز (الإنجليزية)
- كليو غولدسميث على موقع قاعدة بيانات الفيلم (الإنجليزية)
- كليو غولدسميث على موقع كينوبويسك (الروسية)